# Nicholas Diaper
Nicholas Diaper, né le 29 décembre 1980, est un nageur kényan.

## Carrière
Nicholas Diaper remporte la médaille de bronze des relais 4 x 100 mètres nage libre et 4 x 200 mètres nage libre aux Championnats d'Afrique de natation 1998 à Nairobi.